# Омарова Зауре Садвокасівна
Зауре Садвокасівна (Садвакасівна) Омарова (28 листопада 1924, аул Дюсембай Карсакпайського району, тепер Улитауського району Улитауської області, Казахстан — 29 жовтня 2008, Казахстан) — радянська казахська діячка, заступник голови Ради міністрів Казахської РСР, міністр соціального забезпечення Казахської РСР, голова Алма-Атинського промислового облвиконкому. Депутат Верховної ради Казахської РСР 5—10-го скликань. Депутат Верховної ради СРСР 4—5-го скликань, заступник голови Ради союзу Верховної ради СРСР у 1954—1958 роках.

## Життєпис
Народилася в селянській родині. У 1948 році закінчила Дніпропетровський гірничий інститут, гірничий інженер.
Член ВКП(б) з 1948 року.
У 1948—1958 роках — інженер, начальник планового відділу на шахті; інженер-проєктувальник, старший інженер із проєктування вугільних шахт інституту «Карагандадіпрошахт» у місті Караганді. 
У 1958—1963 роках — заступник голови Ради міністрів Казахської РСР.
У січні 1963 — грудні 1964 року — голова виконавчого комітету Алма-Атинської промислової обласної ради депутатів трудящих.
У грудні 1964 — 1966 року — 1-й заступник голови виконавчого комітету Алма-Атинської обласної ради депутатів трудящих.
У 1966—1980 роках — міністр соціального забезпечення Казахської РСР.
З 1980 року — персональний пенсіонер в Алма-Аті. З 1981 по 1986 рік працювала завідувачем сектору архіву і бібліотеки Президії Верховної ради Казахської РСР.
Померла 29 жовтня 2008 року.

## Нагороди
- орден «Отан» (Казахстан) (2004)
- орден Леніна
- два ордени Трудового Червоного Прапора
- медалі
- Почесні грамоти Верховної ради Казахської РСР